# Episodi de Il cavaliere solitario (terza stagione)
La terza stagione della serie televisiva Il cavaliere solitario è andata in onda negli Stati Uniti dall'11 settembre 1952 al 3 settembre 1953 sulla ABC.
| nº | Titolo originale           | Prima TV USA      | Titolo italiano | Prima TV Italia |
| -- | -------------------------- | ----------------- | --------------- | --------------- |
| 1  | Outlaw's Son               | 11 settembre 1952 |                 |                 |
| 2  | Outlaw Underground         | 18 settembre 1952 |                 |                 |
| 3  | Special Edition            | 25 settembre 1952 |                 |                 |
| 4  | Desperado at Large         | 2 ottobre 1952    |                 |                 |
| 5  | Through the Wall           | 9 ottobre 1952    |                 |                 |
| 6  | Jeb's Gold Mine            | 16 ottobre 1952   |                 |                 |
| 7  | Frame for Two              | 23 ottobre 1952   |                 |                 |
| 8  | Ranger in Danger           | 30 ottobre 1952   |                 |                 |
| 9  | Delayed Action             | 6 novembre 1952   |                 |                 |
| 10 | The Map                    | 13 novembre 1952  |                 |                 |
| 11 | Trial by Fire              | 20 novembre 1952  |                 |                 |
| 12 | Word of Honor              | 27 novembre 1952  |                 |                 |
| 13 | Treason at Dry Creek       | 4 dicembre 1952   |                 |                 |
| 14 | The Condemned Man          | 11 dicembre 1952  |                 |                 |
| 15 | The New Neighbor           | 18 dicembre 1952  |                 |                 |
| 16 | Best Laid Plans            | 25 dicembre 1952  |                 |                 |
| 17 | Indian Charlie             | 1º gennaio 1953   |                 |                 |
| 18 | The Empty Strongbox        | 8 gennaio 1953    |                 |                 |
| 19 | Trader Boggs               | 15 gennaio 1953   |                 |                 |
| 20 | Bandits in Uniform         | 22 gennaio 1953   |                 |                 |
| 21 | The Godless Men            | 29 gennaio 1953   |                 |                 |
| 22 | The Devil's Bog            | 5 febbraio 1953   |                 |                 |
| 23 | Right to Vote              | 12 febbraio 1953  |                 |                 |
| 24 | The Sheriff's Son          | 19 febbraio 1953  |                 |                 |
| 25 | Tumblerock Law             | 26 febbraio 1953  |                 |                 |
| 26 | Sinner by Proxy            | 5 marzo 1953      |                 |                 |
| 27 | A Stage for Mademoiselle   | 12 marzo 1953     |                 |                 |
| 28 | Son by Adoption            | 19 marzo 1953     |                 |                 |
| 29 | Mrs. Banker                | 26 marzo 1953     |                 |                 |
| 30 | Trouble in Town            | 2 aprile 1953     |                 |                 |
| 31 | Black Gold                 | 9 aprile 1953     |                 |                 |
| 32 | The Durango Kid            | 16 aprile 1953    |                 |                 |
| 33 | The Deserter               | 23 aprile 1953    |                 |                 |
| 34 | Embezzler's Harvest        | 30 aprile 1953    |                 |                 |
| 35 | El Toro                    | 7 maggio 1953     |                 |                 |
| 36 | The Brown Pony             | 14 maggio 1953    |                 |                 |
| 37 | Triple Cross               | 21 maggio 1953    |                 |                 |
| 38 | Wake of War                | 28 maggio 1953    |                 |                 |
| 39 | Death in the Forest        | 4 giugno 1953     |                 |                 |
| 40 | Gentleman from Julesburg   | 11 giugno 1953    |                 |                 |
| 41 | Hidden Fortune             | 18 giugno 1953    |                 |                 |
| 42 | The Old Cowboy             | 25 giugno 1953    |                 |                 |
| 43 | Woman from Omaha           | 2 luglio 1953     |                 |                 |
| 44 | Gunpowder Joe              | 9 luglio 1953     |                 |                 |
| 45 | The Midnight Rider         | 16 luglio 1953    |                 |                 |
| 46 | Stage to Estacado          | 23 luglio 1953    |                 |                 |
| 47 | The Perfect Crime          | 30 luglio 1953    |                 |                 |
| 48 | The Ghost of Coyote Canyon | 6 agosto 1953     |                 |                 |
| 49 | Old Bailey                 | 13 agosto 1953    |                 |                 |
| 50 | Prisoner in Jeopardy       | 20 agosto 1953    |                 |                 |
| 51 | Diamond in the Rough       | 27 agosto 1953    |                 |                 |
| 52 | The Red Mark               | 3 settembre 1953  |                 |                 |

## Outlaw's Son
- Diretto da:
- Scritto da:

### Trama
- Interpreti: John Hart (cavaliere solitario), Jay Silverheels (Tonto), Robert Rockwell (Glen Darby), Irene Vernon (Amy Darby), Robert Arthur (Jimmy Darby), John Pickard (Smokey Baines), Paul Fierro (scagnozzo Kansas Charlie), William Haade (Keg Wade)

## Outlaw Underground
- Diretto da:
- Scritto da:

### Trama
- Interpreti: John Hart (cavaliere solitario), Jay Silverheels (Tonto), Robert Clarke (Ned Anderson aka Frosty March), Lois Hall (Hale Monroe), Lester Dorr (Moley Sanders, capobanda), Richard Reeves (Big Tom), Michael Ansara (Hawk Mason), James Parnell (Peterson), John Downey (sceriffo)

## Special Edition
- Diretto da:
- Scritto da:

### Trama
- Interpreti: John Hart (cavaliere solitario), Jay Silverheels (Tonto), Nan Leslie (Martha Neal), Larry J. Blake (Gene Sloan), Judd Holdren (editore Joe Neal), Victor Sutherland (senatore Dodd), Hal K. Dawson (Shorty, the printer), John Close (Tom Sloan), Marshall Ruth (sceriffo)

## Desperado at Large
- Diretto da:
- Scritto da:

### Trama
- Interpreti: John Hart (cavaliere solitario), Jay Silverheels (Tonto), Douglas Kennedy (Jeff Robertson, Treasury agent aka 'Slim Roberts'), Lee Van Cleef (Joe Singer), James Brown (vice Marshal Sandy Clifford), Steven Clark (Tom Scott), Steve Clark (The Warden), Robert Filmer (Marshal Dixon)

## Through the Wall
- Diretto da:Hollingsworth Morse (come John H. Morse)
- Scritto da: Ralph Goll (soggetto); Tom Seller (sceneggiatura)

### Trama
- Interpreti: John Hart (cavaliere solitario), Jay Silverheels (Tonto), Dabbs Greer (Toby Durbin), Douglas Evans (Shim Davis), George Lynn (Gus Mason), Monte Blue (sceriffo Mansfield), Raymond Largay (Sam Collins), Holly Bane (Jeff Durbin), George Slocum (scagnozzo Lem), Phil Tead (Joe Stevens), Tex Driscoll (cittadino), Jack Tornek (cittadino)

## Jeb's Gold Mine
- Diretto da:
- Scritto da:

### Trama
- Interpreti: John Hart (cavaliere solitario), Jay Silverheels (Tonto), Raymond Greenleaf (colonnello Stuart Macauley), Stephen Chase (Jim Grady, capobanda), B.G. Norman (Jeb Macauley), Syd Saylor (Sarge), Robert Bray (scagnozzo Al Davis), Lane Bradford (scagnozzo Rufe), Rory Mallinson (sceriffo)

## Frame for Two
- Diretto da:
- Scritto da:

### Trama
- Interpreti: John Hart (cavaliere solitario), Jay Silverheels (Tonto), John Damler (Silas Green), Richard Crane (Bob Arnold), James Parnell (scagnozzo Brad), Robert Williams (sceriffo), Robert Livingston (Don Cutler)

## Ranger in Danger
- Diretto da:
- Scritto da:

### Trama
- Interpreti: John Hart (cavaliere solitario), Jay Silverheels (Tonto), Douglas Kennedy (Bull Gunderson), Robert Arthur (Terry Britt)

## Delayed Action
- Diretto da:
- Scritto da:

### Trama
- Interpreti: John Hart (cavaliere solitario), Jay Silverheels (Tonto), James Griffith (Flint Taylor, capobanda), Ben Welden (scagnozzo Pete Morales), Stanley Andrews (sceriffo Hollister), Robert Foulk (George, vice sceriffo), Sailor Vincent (scagnozzo Jim), Gordon Wynn (Charlie, vice sceriffo), Franklyn Farnum (banchiere)

## The Map
- Diretto da:
- Scritto da:

### Trama
- Interpreti: John Hart (cavaliere solitario), Jay Silverheels (Tonto), Frank Wilcox (Ross Colby, capobanda), Steve Darrell (Ben Davis), Lanny Rees (Buddy Bentley), Geraldine Wall (Clara Bentley), Marshall Reed (scagnozzo Dix Manson), Harlan Warde (Jeff Whalen)

## Trial by Fire
- Diretto da:
- Scritto da:

### Trama
- Interpreti: John Hart (cavaliere solitario), Jay Silverheels (Tonto), Ross Ford (Steve Webster), Pierre Watkin (colonnello Webster), Gail Davis (Mary Webster), Stanley Andrews (Job Burke), Robert J. Wilke (Sam Burke), Mickey Simpson (Perce Burke), Emerson Treacy (dottore Holcomb), Marshall Bradford (sceriffo Rogers), Ralph Peters (cameriere Cal)

## Word of Honor
- Diretto da:
- Scritto da:

### Trama
- Interpreti: John Hart (cavaliere solitario), Jay Silverheels (Tonto), Hayden Rorke (Arne Mason), Ross Elliott (Jeff Hope), Wanda McKay (Nancy Hope), Harry Cheshire (giudice Wells), David McMahon (Bert), Lee Phelps (sceriffo Jess Harper), Sam Flint (Doc Fairbanks), Tex Driscoll (cittadino), Jack Tornek (cittadino)

## Treason at Dry Creek
- Diretto da:
- Scritto da:

### Trama
- Interpreti: John Hart (cavaliere solitario), Jay Silverheels (Tonto), Frank Fenton (Matt Yancy), Ann Doran (Sarah Yancy), Britt Wood (Jim), Paul Fierro (Yellow-Eye), Charles Evans (generale Morgan), Robert Carson (Mr. Brown), Rand Brooks (Murdered Express rider)

## The Condemned Man
- Diretto da:
- Scritto da:

### Trama
- Interpreti: John Hart (cavaliere solitario), Jay Silverheels (Tonto), Don Beddoe (indiano Agent Haskins), Monte Blue (capo Lone Eagle), Russell Hicks (colonnello Hayes), Myron Healey (soldato Bill Cole), Maurice Jara (Red Hawk), Charles Gibb (capitano Davis), Rusty Wescoatt (sergente of the Guard)

## The New Neighbor
- Diretto da:
- Scritto da:

### Trama
- Interpreti: John Hart (cavaliere solitario), Jay Silverheels (Tonto), Walter Sande (Jed Rector), John Alvin (dottor Richard S. Pierce), B.G. Norman (Jerry Rector), Barbara Woodell (Mary Rector), Robert Stevenson (Ranch hand Tex), Larry Hudson (Ranch hand Cal), John Phillips (conducente della diligenza), Edward Clark (	negoziante)

## Best Laid Plans
- Diretto da:
- Scritto da:

### Trama
- Interpreti: John Hart (cavaliere solitario), Jay Silverheels (Tonto), John Bryant (Chick Thompson), Cathy Downs (Mary Seaton), House Peters Jr. (Slim Gordon), Ralph Sanford (Ben Chalmers), Judd Holdren (vice John Ross), John Pickard (Jeff Seaton)

## Indian Charlie
- Diretto da:
- Scritto da:

### Trama
- Interpreti: John Hart (cavaliere solitario), Jay Silverheels (Tonto), Walter Reed (vice Joe Blake), Alan Wells (Charlie Judd), Glenn Strange (Bart Walton), Sally Corner (Mary Judd), Harry Harvey (sceriffo Jim), John L. Cason (scagnozzo Steve Cramer)

## The Empty Strongbox
- Diretto da:
- Scritto da:

### Trama
- Interpreti: John Hart (cavaliere solitario), Jay Silverheels (Tonto), James Todd (Warren Hunter), Edwin Rand (Dusty Morgan), Don Mahin (Tom Vincent), Hugh Prosser (Jeb Logan), Robert Carson (sceriffo Conners), Bud Osborne (Stage driver Driscoll)

## Trader Boggs
- Diretto da:
- Scritto da:

### Trama
- Interpreti: John Hart (cavaliere solitario), Jay Silverheels (Tonto), Hal Price (Barnaby Boggs), Aline Towne (Ellie Gorham), I. Stanford Jolley (Will Motter), Zon Murray (scagnozzo Varney), John Crawford (scagnozzo Gig Austin), Kenne Duncan (sceriffo Dunn)

## Bandits in Uniform
- Diretto da:
- Scritto da:

### Trama
- Interpreti: John Hart (cavaliere solitario), Jay Silverheels (Tonto), Gil Donaldson (Rafael Rodrigo), John Doucette (Andrew Gage), I. Stanford Jolley (Don Esteban), Robert Bray (scagnozzo Ben), James Parnell (scagnozzo Rufe), George Douglas (governatore)

## The Godless Men
- Diretto da:
- Scritto da:

### Trama
- Interpreti: John Hart (cavaliere solitario), Jay Silverheels (Tonto), Hugh Beaumont (Rev. Randy Roberts), Hugh Sanders (editore Frank Ferris), Ray Page (scagnozzo Wolf Cady), Keith Richards (scagnozzo Jed Glisson)

## The Devil's Bog
- Diretto da:
- Scritto da:

### Trama
- Interpreti: John Hart (cavaliere solitario), Jay Silverheels (Tonto), Van Des Autels (Grant Huston), Harry Harvey (Doc Robbins), Frank Richards (scagnozzo Adams), Hugh Prosser (Jim Arnold), Barbara Woodell (Martha Robbins), Ferris Taylor (Mayor Hudkins), Bruce Edwards (Jed Wells)

## Right to Vote
- Diretto da:
- Scritto da:

### Trama
- Interpreti: John Hart (cavaliere solitario), Jay Silverheels (Tonto), Douglas Kennedy (George Milliner), John Damler (Whisper Dunlap (Davis in credits)), Richard Avonde (Pete Milliner), Dick Elliott (Mayor Wilkins), Ben Welden (Ray Noonan)

## The Sheriff's Son
- Diretto da:
- Scritto da:

### Trama
- Interpreti: John Hart (cavaliere solitario), Jay Silverheels (Tonto), Alan Wells (Matt Lake), Emerson Treacy (dottore Owens), Claudia Barrett (Janie Owens), Hugh Prosser (sceriffo Jim Lake), William Haade (scagnozzo Joe Menard), Walter Bonn (Warden Carl Dawes)

## Tumblerock Law
- Diretto da:
- Scritto da:

### Trama
- Interpreti: John Hart (cavaliere solitario), Jay Silverheels (Tonto), Steve Brodie (Ace Broderick), Richard Crane (Ted Brooks), Byron Foulger (avvocato Magill), Bill Slack (scagnozzo Pete), Kim Spalding (scagnozzo Joe), Tom London (vice Tom Crothers), Paul Birch (sceriffo Brooks)

## Sinner by Proxy
- Diretto da:
- Scritto da:

### Trama
- Interpreti: John Hart (cavaliere solitario), Jay Silverheels (Tonto), Stephen Chase (Frank Tolliver), Hugh Sanders (sceriffo Burley), Russ Conway (Ben Lambert), Greta Granstedt (Mary Lambert), Ross Elliott (vice sceriffo Lawson), Dee Pollock (Billy Lambert), Paul Hogan (scagnozzo Kane), Mickey Simpson (scagnozzo Jake)

## A Stage for Mademoiselle
- Diretto da:
- Scritto da:

### Trama
- Interpreti: John Hart (cavaliere solitario), Jay Silverheels (Tonto), Noreen Nash (Maggie Moran / Marianne Mornay), Frank Wilcox (Samuel DeWitt), Douglas Evans (Rex Miller), Emmett Lynn (Amos Carter), Edmund Cobb (sceriffo Guthrie), Lane Bradford (scagnozzo Zeke), Franklyn Farnum (uomo at Concert)

## Son by Adoption
- Diretto da:
- Scritto da:

### Trama
- Interpreti: John Hart (cavaliere solitario), Jay Silverheels (Tonto), Russ Conway (Hank Crowell), William Challee (Swifty Seldon), Dennis Ross (Terry Crowell), Frank Richards (Jeb Logan), Peter Mamakos (scagnozzo Gimp)

## Mrs. Banker
- Diretto da:
- Scritto da:

### Trama
- Interpreti: John Hart (cavaliere solitario), Jay Silverheels (Tonto), Esther Somers (Mabel Howard), Scott Elliott (Bill Breck), Dan White (John Portis), Steve Mitchell (Mike), Harmon Stevens (sceriffo Jay Elston), Whitey Hughes (cittadino)

## Trouble in Town
- Diretto da:
- Scritto da:

### Trama
- Interpreti: John Hart (cavaliere solitario), Jay Silverheels (Tonto), Dayton Lummis (Jonathan Wilkins, Banker), Lyle Talbot (Roger Burnett), Ross Ford (Tom Willard, Bank Clerk), Jim Moloney (Ted Burnett), William Fawcett (Bert Gilroy), Fred Essler (Otto Heindorf), Mira McKinney (Mrs. Peabody), John L. Cason (scagnozzo Charlie)

## Black Gold
- Diretto da:
- Scritto da:

### Trama
- Interpreti: John Hart (cavaliere solitario), Jay Silverheels (Tonto), Jim Hayward (Newton Larch), Robert Shayne (Leland Spinner), Todd Karns (Kenny Austin), William Vedder (Tad Wayburn)

## The Durango Kid
- Diretto da:
- Scritto da:

### Trama
- Interpreti: John Hart (cavaliere solitario), Jay Silverheels (Tonto), James Griffith (The Durango Kid), Nan Leslie (Molly O'Connel), Judd Holdren (Larry Courtland), Lee Shumway (sceriffo Jackson), Pierre Watkin (giudice Scott), Fred Libby (Slim, vice sceriffo), Tex Driscoll (cittadino), Jack Tornek (cittadino)

## The Deserter
- Diretto da:
- Scritto da:

### Trama
- Interpreti: John Hart (cavaliere solitario), Jay Silverheels (Tonto), Chuck Courtney (Dan Reid (Lone Ranger's nephew)), Rand Brooks (soldato Jack Carey), Keith Richards (tenente Stevens), Gene Roth (Dirk Blaisdell), Robert Foulk (sergente Macy), Lane Bradford (scagnozzo Smiley Hawks), Ed Cassidy (colonnello, filmati d'archivio), John Merton (tenente, filmati d'archivio)

## Embezzler's Harvest
- Diretto da:
- Scritto da:

### Trama
- Interpreti: John Hart (cavaliere solitario), Jay Silverheels (Tonto), Stephen Chase (Martin Ludlow), Leonard Freeman (Charlie Ludlow), Lois Hall (Madeleine Dillon), Harry Harvey (Tim Dillon)

## El Toro
- Diretto da:
- Scritto da:

### Trama
- Interpreti: John Hart (cavaliere solitario), Jay Silverheels (Tonto), Chuck Courtney (Dan Reid (Lone Ranger's nephew)), Gene Wesson (El Toro), Richard Avonde (scagnozzo Pete Caspar), Jim Hayward (scagnozzo Slim Dawson), Robert Spencer (scagnozzo Dusty), Stanley Blystone (sceriffo Conners)

## The Brown Pony
- Diretto da:
- Scritto da:

### Trama
- Interpreti: John Hart (cavaliere solitario), Jay Silverheels (Tonto), Lee Van Cleef (Bull Harper), Dennis Ross (Tommy Clayton), Adele Longmire (Mrs. Clayton), Charles Stevens (Pecos)

## Triple Cross
- Diretto da:
- Scritto da:

### Trama
- Interpreti: John Hart (cavaliere solitario), Jay Silverheels (Tonto), James Todd (Sam Scott), Fred Coby (scagnozzo Scar Wilson), John Cliff (Dobe Anderson), Judy Nugent (Susie Rich), Jack Ingram (sceriffo Enright), Joe Haworth (vice sceriffo Ken Bruckner)

## Wake of War
- Diretto da:
- Scritto da:

### Trama
- Interpreti: John Hart (cavaliere solitario), Jay Silverheels (Tonto), Don Beddoe (Proctor Davis), Richard Crane (Jess Chase), Sheb Wooley (Longstreet Turner), Hugh Prosser (Hilton McCabe), John Crawford (vice Phil Watts)

## Death in the Forest
- Diretto da:
- Scritto da:

### Trama
- Interpreti: John Hart (cavaliere solitario), Jay Silverheels (Tonto), Raymond Greenleaf (governatore John Taggert), John Damler (Earl Rand), Judd Holdren (George Rand), Edwin Rand (Leo Shell), Lee Roberts (sceriffo Casey), DeForest Kelley (dottor David Barnes), Phil Tead (vecchio), Mickey Simpson (Stage driver Cochran)

## Gentleman from Julesburg
- Diretto da:
- Scritto da:

### Trama
- Interpreti: John Hart (cavaliere solitario), Jay Silverheels (Tonto), Eddy Waller (Jules), Walter Reed (Pete Stacey), Scott Elliott (Bill Clark), Robert Filmer (sceriffo Martin), Nan Leslie (Kitty Martin), Fred Libby (scagnozzo Luce), Whitey Hughes (cittadino)

## Hidden Fortune
- Diretto da:
- Scritto da:

### Trama
- Interpreti: John Hart (cavaliere solitario), Jay Silverheels (Tonto), Steve Darrell (Ross Mason), Hugh Prosser (Frank Carlson), Ann Doran (Martha Carlson), I. Stanford Jolley (Dave, a Thug), Bruce Payne (The Warden), Whitey Hughes (cittadino)

## The Old Cowboy
- Diretto da:
- Scritto da:

### Trama
- Interpreti: John Hart (cavaliere solitario), Jay Silverheels (Tonto), Russell Simpson (Jack Brewster), Steve Brodie (Rafe Paulson), Frank Fenton (Harry Gibson), Bill Slack (scagnozzo Ox Grant), Terry Frost (sceriffo Blake), Denver Pyle (vice sceriffo French)

## Woman from Omaha
- Diretto da:
- Scritto da:

### Trama
- Interpreti: John Hart (cavaliere solitario), Jay Silverheels (Tonto), Minerva Urecal (Nell Martin), John Damler (Lem Bixby), Harry Harvey (Sam Blake), John Cliff (scagnozzo Spike), Charles Horvath (scagnozzo Joe), Hank Worden (Whip), Terry Wilson (Hank)

## Gunpowder Joe
- Diretto da:
- Scritto da:

### Trama
- Interpreti: John Hart (cavaliere solitario), Jay Silverheels (Tonto), Chubby Johnson (Gunpowder Joe), Glenn Strange (Tom Casley), Frank Richards (scagnozzo Duke), Mauritz Hugo (scagnozzo Slim Gallagher), Herbert Lytton (	negoziante Sam), Stanley Blystone (sceriffo)

## The Midnight Rider
- Diretto da:
- Scritto da:

### Trama
- Interpreti: John Hart (cavaliere solitario), Jay Silverheels (Tonto), Darryl Hickman (Bob Jessup), Harry Woods (Jim Benson), Steve Darrell (Carl Jessup), Harry Cheshire (Doc Wilson), Hal K. Dawson (Charlie), Mickey Simpson (scagnozzo Hank), Edward Hearn (Sherff McClure), Sailor Vincent (scagnozzo)

## Stage to Estacado
- Diretto da:
- Scritto da:

### Trama
- Interpreti: John Hart (cavaliere solitario), Jay Silverheels (Tonto), Ian MacDonald (Dan Gerber), Lee Van Cleef (scagnozzo Jango), Sheb Wooley (Don Wyman), Phyllis Coates (Ann Wyman), Douglas Evans (scagnozzo Cass Warren), Monte Blue (sceriffo Ed Gilman)

## The Perfect Crime
- Diretto da:
- Scritto da:

### Trama
- Interpreti: John Hart (cavaliere solitario), Jay Silverheels (Tonto), Hayden Rorke (professore Craig Gordon), Phyllis Coates (Naomi Courtwright), Richard Avonde (scagnozzo Devlin), Robert Bray (scagnozzo Dan Glick), Edna Holland (Liz Powell), Terry Frost (sceriffo), Bud Osborne (conducente della diligenza)

## The Ghost of Coyote Canyon
- Diretto da:
- Scritto da:

### Trama
- Interpreti: John Hart (cavaliere solitario), Jay Silverheels (Tonto), Lucien Littlefield (Crazy Joe), John Pickard (vice Henry Flack), Richard Alexander (scagnozzo Meeker), Marshall Reed (Vail aka Granville), Tom London (sceriffo Allbright), Hank Worden (Ed), Franklyn Farnum (cittadino)

## Old Bailey
- Diretto da:
- Scritto da:

### Trama
- Interpreti: John Hart (cavaliere solitario), Jay Silverheels (Tonto), Phil Tead (vecchio Bailey), Bruce Cowling (J. O. Cain), John Crawford (scagnozzo Otto), Ray Montgomery (Walt Wortham), Steve Pendleton (sceriffo Moss)

## Prisoner in Jeopardy
- Diretto da:
- Scritto da:

### Trama
- Interpreti: John Hart (cavaliere solitario), Jay Silverheels (Tonto), Frank Wilcox (Slate Corbaley), Richard Crane (Bob West), Dorothy Patrick (Virginia Elston), House Peters Jr. (scagnozzo O'Neil), Dick Rich (scagnozzo Arnold), Stanley Blystone (sceriffo Roberts), Carl von Schiller (Thorsen)

## Diamond in the Rough
- Diretto da:
- Scritto da:

### Trama
- Interpreti: John Hart (cavaliere solitario), Jay Silverheels (Tonto), Leo Britt (Rex Jordan), Emory Parnell (Boswell), House Peters Jr. (Bat Anders), Harry Lauter (Marshal Hayes), Al Wyatt Sr. (vice Bill)

## The Red Mark
- Diretto da:
- Scritto da:

### Trama
- Interpreti: John Hart (cavaliere solitario), Jay Silverheels (Tonto), Stephen Roberts (Hank Durgan), Alan Wells (Bob Larkin), Frank Fenton (Andrew Larkin), Paul Bryar (scagnozzo Jeb Parkes), Tom London (sceriffo Dexter)